# Système radio Larkspur
 (décembre 2023).
Si vous disposez d'ouvrages ou d'articles de référence ou si vous connaissez des sites web de qualité traitant du thème abordé ici, merci de compléter l'article en donnant les références utiles à sa vérifiabilité et en les liant à la section « Notes et références ».

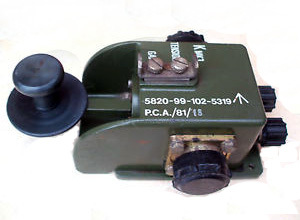
Clé télégraphique Larkspur

Larkspur est le nom adopté rétrospectivement d'un système radio tactique utilisé par la British Army. Son développement a commencé à la fin des années 1940 et les premiers équipements ont été fournis au milieu des années 1950. Il est resté en service jusqu'à ce qu'il soit remplacé par Clansman à la fin des années 1970, bien que certains éléments de Larkspur soient restés en service jusque dans les années 1980. Il a été largement exporté vers les armées du Commonwealth britannique et d'autres nations amies.

## Histoire
L'origine de Larkspur est un projet d'après-guerre visant à faire passer les communications radio tactiques à courte portée dans la zone de combat avancée de la HF utilisant la modulation d'amplitude à la VHF à basse bande utilisant la modulation de fréquence. Ce projet faisait suite à une initiative similaire de l'armée américaine à la fin de la Seconde Guerre mondiale, qui avait démontré des avantages significatifs. Lorsque l'utilisation de la VHF n'était pas possible, des postes HF utilisant la modulation de phase à bande étroite (NBPhM) ont été mis au point, car il s'agissait de la seule méthode pratique à l'époque pour obtenir une amélioration des performances par rapport à l'utilisation de la modulation d'amplitude, en particulier la nuit.
La gamme de postes comprenait à l'origine les postes VHF pour véhicules C42, C45, B45, B47, B48 et l'émetteur-récepteur HF pour véhicules C13, tous conçus selon les spécifications produites par l'établissement gouvernemental de recherche et de développement des signaux (SRDE) à Christchurch, dans le Dorset, et initialement désignés comme la "nouvelle gamme" pour les différencier des radios héritées du temps de la guerre. Elles se caractérisaient par une apparence similaire, des exercices d'accord, l'indication de la fréquence à l'aide d'écrans à bande de film, l'utilisation d'une architecture relativement simple qui évitait autant que possible les commutations complexes et utilisait des composants couramment disponibles et un certain degré de modularité dans la construction. Les connecteurs Plessey Mk.IV ont été largement utilisés dans les postes et les accessoires.
Une avancée opérationnelle importante a été l'intégration de dispositifs d'étalonnage internes, ce qui signifie qu'ils pouvaient être préréglés avec précision sur une fréquence sans émettre de signal. Cela permettait à toutes les stations d'un réseau d'être préréglées en toute confiance sur le même canal et éliminait l'ancien système compromettant "Tuning and Netting Call" qui annonçait la présence d'une activité à l'ennemi.
Tous les postes ont été construits dans des boîtiers en alliage hermétiquement scellés - une mesure qui s'est avérée essentielle pour garantir la durabilité et la fiabilité au cours de la guerre précédente - et ont été dimensionnés pour s'adapter à une gamme standardisée de montures de véhicules. Une gamme d'accessoires de contrôle et de distribution, connue sous le nom de harnais, permettant d'accéder aux installations radio à partir de différents points d'un véhicule, a également été produite.
Au départ, le déploiement des postes VHF de la nouvelle gamme a été limité au Royal Armoured Corps et à la Royal Artillery, reflétant le fait qu'ils constituaient les éléments "durs" susceptibles d'être impliqués dans la lutte contre toute menace perçue d'une avancée soviétique à travers l'Europe du Nord. En 1962, un projet de rééquipement du reste de l'armée a été entrepris et a reçu le nom de Larkspur. Ce nom a été officiellement appliqué rétrospectivement aux postes New Range d'origine et est devenu, par la suite, une étiquette générique techniquement incorrecte pour pratiquement tous les équipements radio utilisés par l'armée britannique entre la fin de la Seconde Guerre mondiale et l'arrivée de la famille Clansman Combat Net Radio.

## Conception et utilisations
Le poste HF de la famille, le C13, a été conçu pour servir de radio de réseau de combat à courte portée dans les cas où la VHF ne convenait pas. Il pouvait également être utilisé (en utilisant la MA ou la CW) pour des opérations à plus longue portée en exploitant les techniques de propagation par onde ionosphérique et par incidence quasi-verticale. Conçu à l'origine pour remplacer le Wireless Set No. 19 utilisé pendant la guerre, il a été amélioré au cours de son développement par l'ajout d'installations de modulation de phase à bande étroite (NBPhM) afin d'améliorer les performances et la fiabilité des communications à courte distance, en particulier la nuit, lorsque les changements ionosphériques entraînent une augmentation des niveaux d'interférence. Pour ce faire, l'utilisation de la modulation angulaire a permis de doubler la puissance de sortie par rapport à la modulation d'amplitude et d'exploiter l'effet de capture du mode. Un poste HF de poche complémentaire, le A13, a également été équipé d'installations NBPhM.
Le C13 et le A13 sont entrés en service au début des années 1960, le A13 se distinguant par le fait qu'il était le seul poste de la gamme originale à utiliser des transistors, exploitant les progrès des semi-conducteurs pour réduire le poids et la taille, ainsi qu'un accumulateur nickel-cadmium.
Les postes VHF de l'époque étaient dérivés de modèles établis, les stations radio A41 et A42 étant développées à partir des AN/PRC-10 et PRC-9 américains respectivement, et l'A40 étant adapté du C/PRC-26 canadien. D'autres appareils développés commercialement ont été achetés pour répondre à des exigences ou à des circonstances particulières, par exemple le HF156, le A14 (BCC30), le A510 australien, le Redifon A43R et le Pye C12.
Divers autres postes, tels que le relais de téléphonie UHF B70, l'émetteur/récepteur HF C11/R210 pour les Royal Signals, et l'émetteur Marconi D11 et son récepteur associé, le R230, ont été des développements commerciaux adoptés comme postes standard par les services britanniques.
La fabrication des équipements a été assurée par Plessey, E K Cole (EKCO), Mullard Equipment Ltd (MEL), Murphy Radio, The British Communications Corporation (BCC), Redifon et d'autres.
Bien que conçu pour rééquiper l'armée britannique d'après-guerre, la première livraison de matériel Larkspur est allée au Nigeria.